# II liga polska w hokeju na lodzie (1959/1960)
II liga polska w hokeju na lodzie w sezonie 1959/1960 została rozegrana na przełomie 1959 oraz 1960 roku. Była to piąta edycja drugiego poziomu ligowego hokeja na lodzie w Polsce.
Sezon został zainaugurowany 1 grudnia 1959 na lodowisku Torkat w Katowicach, a przystąpiły do niego drużyny: Boruta Zgierz (beniaminek), Górnik 09 Mysłowice, KTH Krynica, Fortuna Wyry, Naprzód Janów, Piast Cieszyn (spadkowicz z I ligi 1958/1959), Polonia Bydgoszcz, Polonia Bytom.
W wyniku reorganizacji rozgrywek ligowych wszystkie drużyny II-ligowe (z wyjątkiem Boruty Zgierz) zostały włączone do składu edycji I ligi edycji 1960/1961. W związku z powyższym II liga w sezonie 1960/1961 nie funkcjonowała.

## Tabela
| Lp. | Zespół              | M  | Pkt | G + | G - | +/- |
| --- | ------------------- | -- | --- | --- | --- | --- |
| 1   | Polonia Bydgoszcz   | 14 | 22  | 80  | 33  | +47 |
| 2   | Fortuna Wyry        | 14 | 21  | 94  | 34  | +60 |
| 3   | Polonia Bytom       | 14 | 18  | 54  | 41  | +13 |
| 4   | Naprzód Janów       | 14 | 18  | 54  | 41  | +13 |
| 5   | Górnik 09 Mysłowice | 14 | 16  | 56  | 43  | +13 |
| 6   | KTH Krynica         | 14 | 8   | 53  | 68  | -15 |
| 7   | Boruta Zgierz       | 14 | 6   | 50  | 77  | -27 |
| 8   | Piast Cieszyn       | 14 | 0   | 16  | 111 | -95 |

- = awans do I ligi
- = spadek do III ligi